# Овсяники (Винницкая область)
Овсяники (укр. Вівсяники) — село на Украине, находится в Казатинском районе Винницкой области.
Код КОАТУУ — 0521485603. Население по переписи 2001 года составляет 834 человека. Почтовый индекс — 22164. Телефонный код — 4342.
Занимает площадь 4,824 км².

## Адрес местного совета
22164, Винницкая область, Казатинский р-н, с. Овсяники, ул. Фрунзе, 64

## История
В XIX веке село Овсяники было в составе Самгородской волости Бердичевского уезда Киевской губернии. В селе была Петропавловская церковь.